# 김광현 (야구 선수)
김광현(金廣鉉, 1988년 7월 22일 ~ )은 KBO 리그 SSG 랜더스의 투수이다.

## 아마추어 시절
5살 때부터 야구를 시작했고, 안산공업고등학교에서 팀의 에이스로 활약했다.
안산공고 3학년 때 경동고등학교와의 경기에서 패전 투수가 됐지만 19탈삼진 완투를 거두며 자신의 가치를 보여줬다. 2006년 세계 청소년 야구 선수권 대회에서 대만을 상대로 완봉승을 기록하는 등 자국이 대회에서 선전하는 데 크게 공헌했다.
1차 드래프트에서 연고 지명 선수 2명 중 첫 번째 선수로 선정돼 계약금 5억원, 연봉 2,000만원에 SK 와이번스와 계약을 체결했다. 계약금 5억원은 당시 팀 역사상 최고 계약금이었다.

## 한국 프로야구 시절

### SK 와이번스시절

#### 2007년시즌
전반기에 4점대 평균자책점으로 기대에 미치지 못해 올스타 브레이크 기간 동안 투구 폼을 교정했다. 후반기에는 2점대 평균자책점을 기록했다.
시즌 77이닝 3승 7패, 3점대 평균자책점, 52탈삼진을 기록했다.
한국시리즈 4차전에서 선발 등판했다. 이는 당시 감독이었던 김성근이 선발 투수들의 4일 휴식 로테이션을 지키며, 그가 시즌 중 두산 베어스의 좌타자들에게 매우 강해서였다. 한국시리즈에서 7.1이닝 9탈삼진을 기록했고, 팀은 우승을 달성했다.

#### 2008년시즌

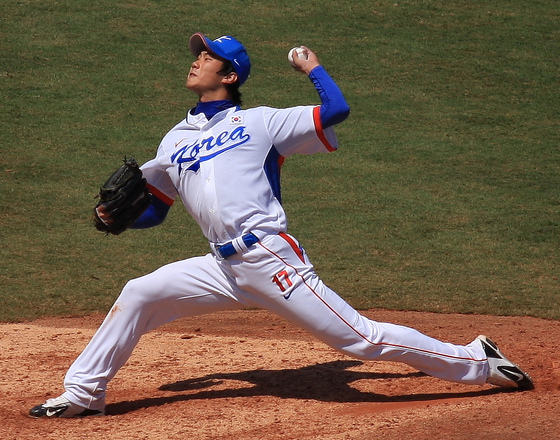
2008년 베이징 올림픽에 출전한 김광현.

시즌 162이닝 16승 4패, 2점대 평균자책점을 기록했다.
6월 8일 롯데 자이언츠와의 경기에서 데뷔 첫 완봉승을 거뒀고, 7월 22일 KIA 타이거즈전에서 12탈삼진을 기록했다.
최다 승, 최우수 평균자책점, 최다 탈삼진(트리플 크라운)에 도전했지만, 윤석민에게 평균자책점 타이틀을 내주며 달성에 실패했다. 하지만 시즌 MVP, 투수 부문 골든 글러브를 수상했다.
베이징 올림픽에서 일본을 두 번 상대해 두 번 모두 승리 투수가 되며 대한민국 대표팀의 올림픽 사상 첫 야구 금메달 획득에 기여했다.
예선전에서 일본을 상대로 7탈삼진을 기록했고, 준결승에서 일본을 상대로 8이닝 5탈삼진으로 호투하며 원조 일본 킬러인 구대성에 이은 '차세대 일본 킬러'로 떠올랐다.
올림픽 기간 동안 세 경기에서 14.1이닝 12탈삼진을 기록했다.

#### 2009년시즌
시즌 전 WBC 엔트리에 승선해 데뷔 후 두 번째 국가대표 자격을 얻었지만 컨디션 난조와 일본의 날카로운 분석에 발목이 잡혔다.
선발 등판해 1.1이닝 8실점을 기록했고, 이는 한국이 일본을 상대로 콜드 패를 당하는 빌미가 됐다.
이후에 중간 계투로 나서 일본을 다시 상대했지만 부진했다.
시즌 초 경미한 부상으로 인해 보름 정도 늦게 합류했지만, KIA 타이거즈와의 경기에서 승리 투수가 됐다.
하지만 8월 2일 두산 베어스와의 경기에서 김현수의 직선타에 왼쪽 손등을 맞아 쓰러졌고 실금이 가는 부상을 당해 시즌 아웃됐다.
그는 부상 전까지 탈삼진 3위, 평균자책점 1위, 다승 1위, 승률 1위로 전년도에 놓친 트리플 크라운은 물론 쿼드러플 크라운까지 노릴 수 있는 상황이었고, 정규 시즌 MVP와 골든 글러브까지 달성할 수 있는 가장 유력한 후보였다. 또한, 이 부상을 당한 경기와 당시 감독이었던 김성근의 마운드 방문 규칙 위반 사건을 제외하면 그가 6회 전에 마운드를 내려간 적은 단 한 번도 없었다. 그러나 이 부상 때문에 많은 기록들이 날아가고 말았고, 승률, 평균자책점 등 2관왕에 그쳤다.
시즌 138.1이닝 12승 2패, 2점대 평균자책점을 기록했다.

#### 2010년시즌
손목 부상 후 일부 전문가들은 그가 이전보다는 기량이나 구위, 제구 면에서 예전만 못하지 않겠느냐며 혹평을 했지만, 이를 뒤집으며 시즌 초부터 압도적인 페이스로 리그를 지배했다. 삼성 라이온즈를 상대로 9회 2아웃까지 안타를 하나도 맞지 않았지만 최형우에게 안타를 허용해 노히트 노런에 실패했다. LG 트윈스를 상대로 2년 만에 완봉승을 기록했다.
5~6월에 잠시 흔들렸지만, 커리어 하이를 달성했다.
시즌 193.2이닝 17승(16선발승)으로 당시 그의 최다 선발승 타이, 7패, 2점대 평균자책점을 기록했다. 2008년 시즌보다 더 좋은 모습을 보였지만 같은 시기에 자신의 라이벌이었던 류현진 역시 커리어 하이를 달성했고 전반적인 성적에서 류현진에게 밀려 타이틀은 다승왕 하나에 그쳤다.
팀은 정규 시즌 우승을 차지했고, 한국시리즈 1차전에 선발 등판했으나 4.2이닝 3실점으로 부진해 조기 강판됐다. 한국시리즈 4차전에서 마무리로 등판해 1.2이닝 1실점으로 흔들렸지만 팀의 세 번째 우승을 확정지었다.
시즌 후 개최된 광저우 아시안게임에 류현진, 봉중근 등 좌완들과 함께 국가대표에 뽑혔지만, 한국시리즈 이후 뇌경색에 의한 안면 마비 증세로 인해 임태훈에게 자리를 내주었다.

#### 2011년시즌
뇌경색 이후 부진했던 그에게 당시 감독이었던 김성근은 KIA 타이거즈와의 경기에서 8이닝 8실점, 투구수 147개 완투패를 기록하게 만들며 비상식적인 벌투를 지시했고, 경기 직후 1군에서 말소됐다. 이 혹사로 인해 어깨 부상까지 겹쳤다.
이 부상으로 그는 정규 시즌 중에 복귀하지 못했으며, 김성근은 경질됐다.
시즌 74.1이닝 4승 6패, 4점대 평균자책점을 기록했다.
팀은 3위로 한국시리즈까지 진출했지만 그는 포스트시즌 4경기에서 2패로 부진했고, 팀도 준우승에 그쳤다.

#### 2012년시즌
시즌 초 컨디션이 좋지 않아 6월 경에 복귀했지만 여전히 부상에 발이 묶였다. 구속은 물론 컨트롤이 매우 불안정했고, 체력과 구위에 문제가 생기며 자주 난타당했다.
시즌 81.2이닝 8승 5패, 4점대 평균자책점을 기록했다.
플레이오프 1차전에서 롯데 자이언츠를 상대로 선발 등판해 6이닝 10탈삼진으로 호투하며 승리 투수가 됐다. 플레이오프 5차전에서도 선발 등판했지만 1.2이닝만에 강판됐다. 하지만 팀은 승리해 6년 연속 한국시리즈에 진출했다.
한국시리즈 4차전에서 선발 등판해 5이닝 4탈삼진, 무실점으로 승리 투수가 됐다. 하지만 팀은 준우승에 그쳤고, 2013년] WBC에는 어깨 부상이 재발해 합류하지 못했다.

#### 2013년시즌
복귀가 다소 늦었고, 복귀 후에도 기복은 심했다.
시즌 133이닝 10승 9패, 4점대 평균자책점을 기록했다.
구속은 140km/h 후반대였지만 제구가 굉장히 나빠졌다.

#### 2014년시즌

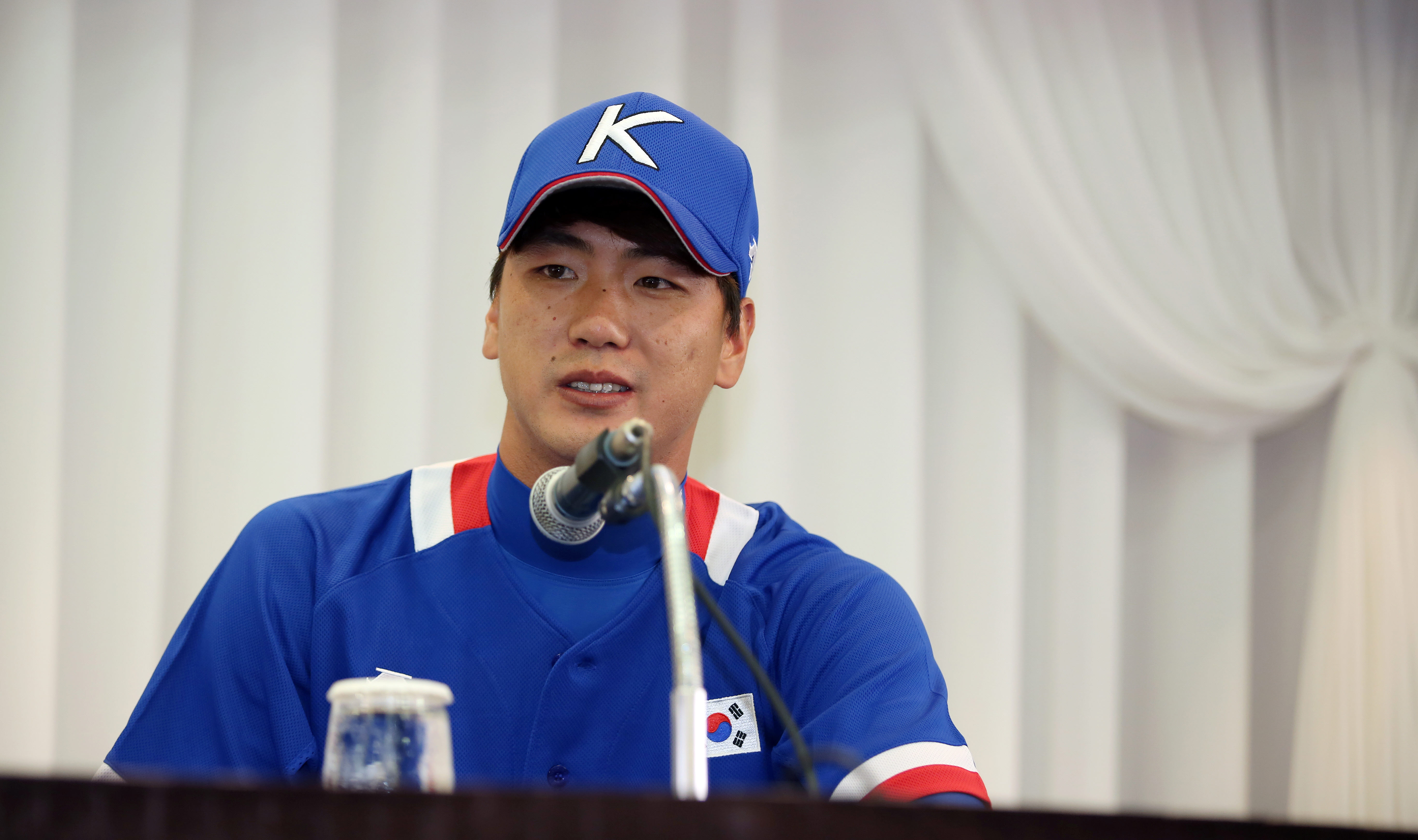
2014년 아시안 게임에서의 김광현

2013년 시즌 후 KBO로부터 올해의 재기상을 수상한 그는 수상 소감으로 반드시 내년엔 더 잘 할 것을 약속했다.
데뷔 후 첫 개막전 선발 투수로 나섰다. LG 트윈스와의 경기에서 4년 만에 완투승을 거뒀다.
시즌 173.2이닝 13승 9패, 3점대 평균자책점을 기록했다.
시즌 중 아시안 게임에 참가해 금메달 획득에 기여했다. 이 금메달로 인해 규정 횟수를 채우며 MLB에 도전할 수 있게 됐다.
시즌 후 3살 연상의 신부와 결혼했고, 동시에 MLB 포스팅을 신청했다. 그 결과 샌디에이고 파드리스가 다소 낮은 금액인 200만 달러에 독점 협상권을 가져왔다. 그는 이를 수용했으나, 연봉 협상 과정에서 의견 충돌이 일어났고 결국 마감 시한을 넘기며 협상이 결렬됐다.

#### 2015년시즌
투구 폼을 대폭 수정했다. 특히, 팔각도의 높이가 큰 폭으로 낮아졌다. 또한 뒷발을 올리는 높이도 많이 낮아졌고, 본격적으로 체인지업 연마에 돌입했다.
커리어 하이 시즌을 기대해도 좋다는 사전 인터뷰와는 달리 시즌 초 정상호와의 배터리 소화에서 고전했다. 평균자책점이 5점대까지 올라가기도 했고, 컨트롤 능력과 구위가 저하되며 자주 난타당했다. 그러나 5월 초에 당시 감독이었던 김용희가 배터리 조합에 변화를 줬고, 이 때부터 그는 이재원과 배터리 호흡을 맞추기 시작했다. KIA 타이거즈, 삼성 라이온즈를 상대로 연이어 호투하며 본인의 모습을 되찾았다.
6월 7일, LG 트윈스를 상대로 3피안타, 1사사구만 내 주며 완봉승을 거뒀다.
이후 팔꿈치 부상이 겹쳤지만, 다시 재기하며 시즌을 마감했다.
시즌 176.2이닝 14승 6패, 3점대 평균자책점을 기록했다.
시즌 후 WBSC 프리미어 12 국가대표에 선출됐다. 예선 2경기에서는 부진과 불운이 겹쳤지만, 미국전에서 5회까지 막으며 한국의 우승을 이끌었다.

#### 2016년시즌
시즌 전 인터뷰에서 개인 목표로 180이닝과 전 구단 상대 승리 달성을 삼았다. 그리고 이 시즌을 끝으로 MLB에 재도전할 것을 밝혔다.
데뷔 후 두 번째로 개막전에 선발 등판했으나 체인지업이 흔들리며 크게 무너졌다. 하지만 4월 24일 NC 다이노스전 선발승으로 역대 26번째이자 좌완 3번째 그리고 좌완 20대 선수 최초 세 자릿수 승을 기록했으며 같은 달 30일 넥센 히어로즈를 상대로 승리 투수가 되며 역대 14번째이자 3번째 좌완 세 자릿수 선발승을 기록했다.
6월 23일 LG 트윈스와의 경기에서 개인 8번째 완투, 7번째 완투승, 또한 개인 최다 13탈삼진을 기록했다. 이로서 3시즌 연속 LG 트윈스를 상대로 완투를 기록했다.
하지만 바로 다음 경기에서 왼팔 굴곡근을 다치는 부상을 입었다. 결국 부상 치료와 ITP, 실전 투입까지 약 한 달 반 정도의 공백이 생겼다.
그는 8월 24일에 53일만에 선발 등판해 6이닝 3탈삼진을 기록했다.
시즌 후 계약 기간 4년, 계약금 32억원 등 총액 85억원에 FA 계약을 체결하며 잔류했다.
2016년 12월 6일에 팔꿈치 통증으로 인해 토미존 수술을 받아 2017년에는 시즌 아웃됐다.

#### 2018년시즌
이닝 제한을 100이닝으로 뒀지만 시즌 말로 갈수록 순위 경쟁이 치열해져 100이닝을 넘기며 시즌을 마감했다. 포스트시즌에서 활약하며 팀을 한국시리즈로 이끌었고, 한국시리즈 6차전에서 세이브를 기록하며 팀의 한국시리즈 우승을 이끌어냈다.

#### 2019년시즌
1선발로 시즌을 시작했고 17승 6패로 다승 공동 2위에 올랐으며, 탈삼진 2위, 평균자책점 3위에 오르는 등 2010년 시즌 다음으로 좋은 성적을 냈다.
2019년 WBSC 프리미어 12가 끝난 후 MLB 진출을 원한다고 밝혔다. 2019년 12월 6일에 포스팅 시스템을 실시했고, 세인트루이스 카디널스와 2년 800만 달러에 계약을 맺었다. 그의 등번호 29번은 임시 결번 처리됐다.

## 미국 프로야구 시절

### 세인트루이스 카디널스시절

#### 2020 시즌
2019년 12월 17일 2년간 1100만(옵션 300만 달러 포함)달러 계약을 맺었고 다음날 새벽 6시 반 기자회견을 통해 공식적으로 입단하며 오승환에 이어 팀의 2번째 한국 선수가 됐다. 그리고 2020년 2월 23일 뉴욕 메츠와의 시범 경기에 등판해 1이닝 2탈삼진, 1볼넷, 무실점을 기록했다.
시즌 성적은 8경기에 등판해 39이닝 3승, 1세이브, 1점대 평균자책점을 기록했다. 내셔널 리그 신인왕 후보로도 거론됐으나 수상은 실패했다.

## 한국 프로야구 복귀

### SSG 랜더스시절
2022년 3월 8일 4년 총액 151억원에 계약했다.

## 논란
- 2015년 7월 9일, 삼성 라이온즈와의 경기에서 박석민의 내야 플라이 때 이재원이 타구를 잡지 못하자 본인이 직접 공을 잡아 홈으로 쇄도한 3루 주자 최형우를 태그 아웃시켰는데 이때 그의 글러브에 공이 없었던 것으로 밝혀졌다. 이에 본인은 "태그를 위한 연속적인 동작을 한 것이었다. 순식간에 벌어진 일이었다. 일부러 속이려고 했던 것은 아니다."라고 해명했지만 팬들의 많은 비판을 받았고 이미지에 타격을 입었다.[8]

## 출신 학교
- 경기 덕성초등학교 (안산리틀)
- 경기 중앙중학교
- 안산공업고등학교

## 국가대표 경력
- 2005년 아시아 청소년 야구 선수권 대회
- 2006년 세계 청소년 야구 선수권 대회
- 2008년 베이징 올림픽
- 2009년 WBC
- 2014년 인천 아시안 게임
- 2015년 WBSC 프리미어 12
- 2019년 WBSC 프리미어 12
- 2023년 WBC

## 주요 타이틀

### 아마추어
- 2004년 미추홀기 전국 고교 야구 대회 우승 & 대회 MVP
- 2006년 제일화재 프로야구 아마추어 선수 부문 MVP

### 국제 대회
- 2006년 세계 청소년 야구 선수권 대회 우승 & 대회 MVP
- 2008년 베이징 올림픽 금메달
- 2009년 월드 베이스볼 클래식 준우승
- 2014년 아시안 게임 금메달
- 2015년 WBSC 프리미어 12 우승
- 2019년 WBSC 프리미어 12 준우승

## 방송 출연
- 2020년 JTBC 《아는형님》 - 게스트
- 2020년 MBC 《라디오스타》 - 게스트
- 2020년 SBS 《런닝맨》 - 게스트 (류현진과 동반 출연)

## 통산 기록
| 연 도           | 소 속           | 나 이           | 승 리 | 패 전 | 승 률 | 평 자 책 | 출 장 | 선 발 | 완 투 | 완 봉 | 세 이 브 | 홀 드 | 이 닝  | 피 안 타 | 피 홈 런 | 볼 넷 | 고 4 | 탈 삼 진 | 몸 맞 | 보 크 | 폭 투 | 실 점 | 자 책 | 타 자 수 | W H I P |
| --------------- | --------------- | --------------- | ----- | ----- | ----- | -------- | ----- | ----- | ----- | ----- | -------- | ----- | ------ | -------- | -------- | ----- | ---- | -------- | ----- | ----- | ----- | ----- | ----- | -------- | ------- |
| 2007            | SK              | 19              | 3     | 7     | .300  | 3.62     | 20    | 13    | 0     | 0     | 0        | 0     | 77.0   | 80       | 5        | 41    | 2    | 52       | 4     | 0     | 2     | 35    | 31    | 342      | 1.57    |
| 2008            | SK              | 20              | 16    | 4     | .800  | 2.39     | 27    | 27    | 1     | 1     | 0        | 0     | 162.0  | 127      | 9        | 63    | 1    | 150      | 2     | 0     | 3     | 50    | 43    | 659      | 1.17    |
| 2009            | SK              | 21              | 12    | 2     | .857  | 2.80     | 21    | 21    | 1     | 0     | 0        | 0     | 138.1  | 121      | 14       | 53    | 1    | 112      | 4     | 0     | 8     | 46    | 43    | 568      | 1.26    |
| 2010            | SK              | 22              | 17    | 7     | .708  | 2.37     | 31    | 30    | 2     | 1     | 0        | 0     | 193.2  | 153      | 13       | 84    | 1    | 183      | 5     | 0     | 13    | 56    | 51    | 797      | 1.22    |
| 2011            | SK              | 23              | 4     | 6     | .400  | 4.84     | 17    | 14    | 1     | 0     | 0        | 0     | 74.1   | 70       | 6        | 45    | 0    | 61       | 2     | 0     | 3     | 45    | 40    | 328      | 1.55    |
| 2012            | SK              | 24              | 8     | 5     | .615  | 4.30     | 16    | 16    | 0     | 0     | 0        | 0     | 81.2   | 85       | 9        | 36    | 0    | 65       | 2     | 1     | 2     | 44    | 39    | 347      | 1.48    |
| 2013            | SK              | 25              | 10    | 9     | .526  | 4.47     | 25    | 22    | 0     | 0     | 0        | 0     | 133.0  | 128      | 12       | 68    | 0    | 102      | 4     | 1     | 9     | 72    | 66    | 580      | 1.47    |
| 2014            | SK              | 26              | 13    | 9     | .591  | 3.42     | 28    | 28    | 1     | 0     | 0        | 0     | 173.2  | 178      | 10       | 81    | 1    | 145      | 3     | 1     | 9     | 77    | 66    | 749      | 1.49    |
| 2015            | SK              | 27              | 14    | 6     | .700  | 3.72     | 30    | 29    | 1     | 1     | 0        | 1     | 176.2  | 173      | 19       | 66    | 2    | 160      | 3     | 0     | 10    | 86    | 73    | 754      | 1.35    |
| 2016            | SK              | 28              | 11    | 8     | .579  | 3.88     | 27    | 21    | 1     | 0     | 0        | 1     | 137.0  | 139      | 17       | 41    | 2    | 116      | 6     | 0     | 3     | 68    | 59    | 583      | 1.31    |
| 2018            | SK              | 30              | 11    | 8     | .579  | 2.98     | 25    | 25    | 0     | 0     | 0        | 0     | 136.0  | 125      | 16       | 30    | 0    | 130      | 2     | 0     | 3     | 48    | 45    | 554      | 1.14    |
| 2019            | SK              | 31              | 17    | 6     | .739  | 2.51     | 31    | 30    | 0     | 0     | 0        | 0     | 190.1  | 198      | 13       | 38    | 1    | 180      | 2     | 0     | 8     | 64    | 53    | 786      | 1.24    |
| 2020            | STL             | 32              | 3     | 0     | 1.000 | 1.62     | 8     | 7     | 0     | 0     | 1        | 0     | 39.0   | 28       | 3        | 12    | 2    | 24       | 0     | 0     | 1     | 9     | 7     | 154      | 1.03    |
| 2021            | STL             | 33              | 7     | 7     | .500  | 3.46     | 27    | 21    | 0     | 0     | 1        | 0     | 106.2  | 98       | 12       | 39    | 2    | 80       | 4     | 0     | 4     | 46    | 41    | 452      | 1.28    |
| KBO 통산 : 14년 | KBO 통산 : 14년 | KBO 통산 : 14년 | 136   | 77    | .638  | 3.27     | 298   | 276   | 8     | 3     | 0        | 2     | 1673.2 | 1577     | 143      | 646   | 11   | 1456     | 39    | 3     | 73    | 691   | 609   | 7047     | 1.33    |
| MLB 통산 : 2년  | MLB 통산 : 2년  | MLB 통산 : 2년  | 10    | 7     | .588  | 2.97     | 35    | 28    | 0     | 0     | 2        | 0     | 145.2  | 126      | 15       | 51    | 4    | 104      | 4     | 0     | 5     | 55    | 48    | 606      | 1.22    |

- 시즌 기록 중 굵은 글씨는 해당 시즌 최고 기록

## 같이 보기
- 2020년 세인트루이스 카디널스 시즌